# 32207 Mairepercy
32207 Mairepercy è un asteroide della fascia principale. Scoperto nel 2000, presenta un'orbita caratterizzata da un semiasse maggiore pari a 2,6970301 UA e da un'eccentricità di 0,0563641, inclinata di 2,10907° rispetto all'eclittica.